# Rhaphidostegium sentosum
Rhaphidostegium sentosum là một loài rêu trong họ Sematophyllaceae. Loài này được (Sull.) Besch. mô tả khoa học đầu tiên năm 1876.